# Jardines Duke
Para el jardín botánico de la Universidad de Duke ver Jardines de Sarah P. Duke.
Los Jardines Duke, en inglés: Duke Gardens, es un invernadero y jardín botánico de 60,000 pies² (5,600 m²) de extensión, que se encuentra catalogado entre los invernaderos más importantes de Estados Unidos.
Creado por iniciativa de Doris Duke, este invernadero era mayor que el "Haupt Conservatory" del Jardín Botánico de Nueva York. y fue abierto al público en 1964.
Fue cerrado al público por la Doris Duke Charitable Foundation  el 25 de mayo de 2008 y desmantelado.

## Localización
Duke Gardens U.S. Route 206, 1,75 millas (2,8 km) south of the "Somerville Circle", Hillsborough Township, condado de Somerset New Jersey NJ 08844 Estados Unidos.
Planos y vistas satelitales.40°33′2.23″N 74°37′7.36″O / 40.5506194, -74.6187111

## Historia

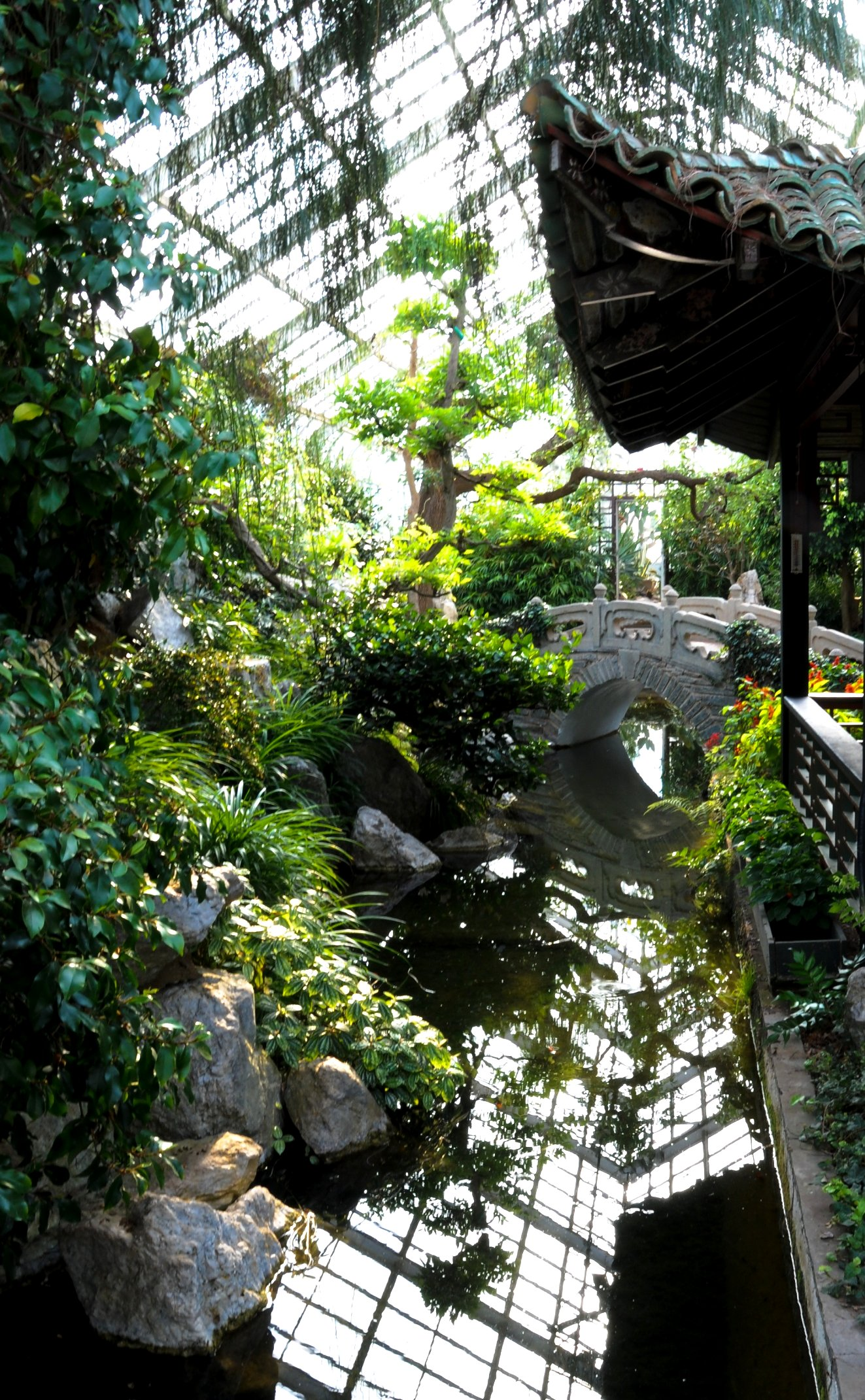
El jardín chino mostrando el puente de la serenidad sobre el arroyo de los koi.

Los Jardines Duke forman parte de la propiedad Duke Farms de 2,700 acres (1,100 hectáreas), finca creada por James Buchanan Duke, fundador de la American Tobacco Company y benefactor de la Universidad de Duke.
Los jardines fueron diseñados e instalados por Doris Duke personalmente, por lo tanto, se utilizan varios nombres alternativos: "The Doris Duke Indoor Display Gardens at Duke Farms", "Duke Farms Indoor Display Gardens", "The Doris Duke International Display Gardens", "The Duke Gardens Foundation". Oficialmente, los jardines eran "The Duke Gardens Foundation, Inc," fundación privada 501c(3) sin ánimo de lucro establecida en 1960.
La señorita Duke desarrolló estos jardines exóticos en honor de su querido padre James Buchanan Duke, Inspirados en los jardines de DuPont los Longwood Gardens, cada uno de los 11 jardines de exhibición es una recreación a escala real de un jardín temático, país o período. La construcción de los jardines comenzó en 1958. La srta. Duke diseñó tanto las exhibiciones como así mismo trabajó en su instalación, a veces trabajando 16 horas al día. En 1960 Doris Duke donó 10 acres (4.0 hectáreas) de su propiedad, incluyendo los invernaderos, a la Duke Gardens Foundation, Inc .
La página internet de Duke Farms señaló que "Doris Duke había estado durante mucho tiempo involucrada personalmente en la construcción, reparación y remodelación de sus propiedades, y estaba directamente involucrada en el diseño físico de los jardines de exhibición interiores. A pesar de que carecía de conocimientos botánicos específicos, tenía una visión clara de los espacios y características que quería crear. Según el "New York Post", diseñó todos menos uno de los jardines, incorporando sus preferencias en el color, el diseño y la fragancia." (a continuación del cierre, este texto ya desapareció de la página en la red ).
Doris Duke continuó su participación con sus jardines a lo largo de toda su vida, con lo que los diseñadores se comunicaban con ella para modificarlos durante la temporada de verano, cuando estaban cerrados a los turistas. En la década de 1970, añadió una iluminación nocturna, y se realizaban visitas públicas a los jardines por la noche. Una imagen redescubierta la "impresionante iluminación nocturna de los jardines franceses"  ha sido utilizada como una de las piezas fundamentales de las protestas sociales contra su clausura.

## Colecciones
Los Duke Gardens formaban cuatro lados de un cuadrilátero, y se llevaba al menos una hora para verlos. La entrada caía en el lado formado por un invernadero diseñado por Horace Trumbauer y construido entre 1909 y 1917. Los otros tres lados se formaban por invernaderos en estilos que todavía actualmente se fabrican. El invernadero del Jardín Inglés se instaló en la década de 1990.
Los "Duke Gardens" fueron visitados en la siguiente secuencia:
- Entrada Central a un patio central italiano - estatuas en medio de exuberantes plantaciones en el estilo romántico, como una réplica de la escultura Las Tres Gracias de Antonio Canova.
- Jardín Colonial - representando los jardines del Atlántico sur de Estados Unidos, con camelias, azaleas, magnolias, y Lagerstroemias.
- Jardín Georgiano (Fern and Orchid House) - helechos y orquídeas
- Parterre Francés- plantas cultivadas en parterres con diseños geométricos.
- Jardín Inglés - cinco jardines en miniatura, como un topiaria, a rocalla y las borduras de plantas herbáceas; jardín de nudo isabelino al estilo de los siglos 16 y 17, y un jardín de suculentas.
- Desierto Americano - cactus y suculentas, incluyendo cactus barril, aloe gigante, Euphorbia milii, con Cereus repandus, Aloe vera, Sansevieria trifasciata, etc.
- Jardín Chino - corriente de agua con kois y formaciones rocosas, con bambú, árbol del alcanfor, Lamprocapnos spectabilis, tulipanes, y jazmines.
- Jardín Japonés - con casa de té, árboles bonsái, arces rojos, etc.
- Jardín Indo-Persa - curso de agua, fuentes y delimitaciones de mármol talladas, con naranjos, ciprés mediteráneo, y una rosaleda al estilo persa.
- Jardín Tropical - con árboles tropicales y plantas trepadoras.
- Jardín Semi-Tropical - papiros, Matteuccia struthiopteris, Strelitzia, etc.

## Cierre y remodelación de los Jardines Duke

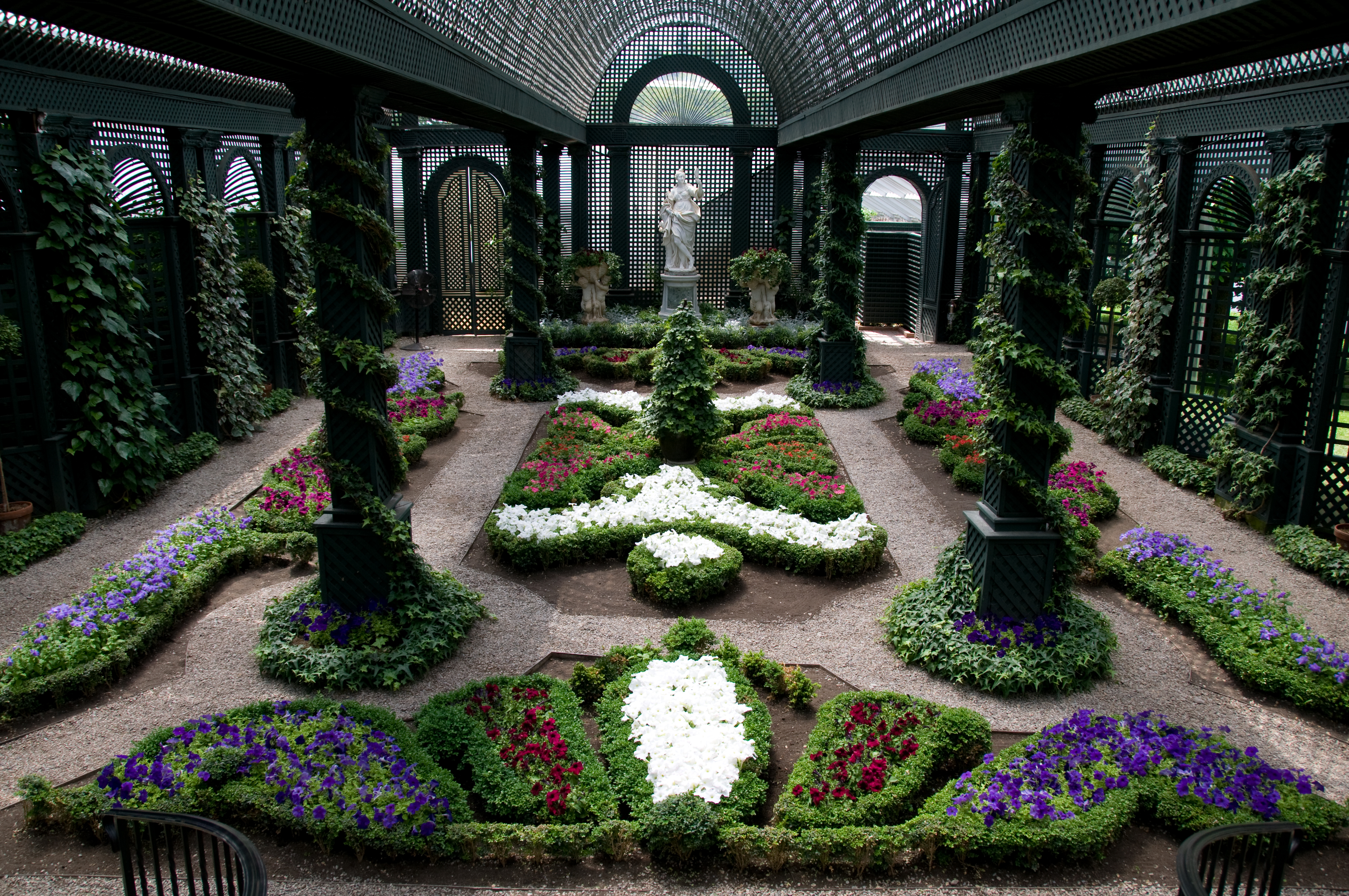
El jardín francés el día de antes de la clausura. Contrasta con el mismo jardín en la época de la srta. Duke para apreciar el efecto de la reducción del equipo de mantenimiento.

En marzo de 2008 "Duke Farms" anunció "una nueva visión amplia y audaz para la propiedad de 2740 acres (1110 hectáreas), en la que volverá a centrar sus programas y operaciones para convertirse en un escaparate del medio ambiente y centro de aprendizaje. El primer cambio importante será en mayo de 2008 con el cierre a las visitas a las exposiciones de los 11 jardines de interior".
Aunque la página de la red de "Duke Farms" afirma que "las exposiciones de los jardines interiores revelan los intereses y aspiraciones filantrópicas de Doris Duke, así como el aprecio por otras culturas y un anhelo de comprensión global", los representantes de la "Doris Duke Charitable Foundation" (DDCF) más recientemente declaró que los jardines son la "perpetuación de la historia de la familia Duke de pasiones personales y conspicuo consumo."
"Los jardines como joyas permanecerán abiertos hasta el 25 de mayo, después se desmantelarán. Según fuentes DDCF, el día de los jardines de exhibición ha pasado. Estos consumen una parte desproporcionada de los recursos financieros y de personal, que requerirían una cara modernización, y ya no reflejan la visión del futuro de "Duke Farms". Se ha hecho un registro de vídeo con fines de archivo."
Los anteriores recorridos del jardín están cerrados en parte para utilizar el edificio como una zona de espera para las plantas, mientras que el otro edificio acristalado se vacía y es renovado, dijeron las autoridades. En cuanto a las plantas allí existentes, el director ejecutivo Tim Taylor dijo que algunas pueden ser reutilizadas en los nuevos jardines, aunque el concepto de presentación será diferente. "No va a ser replicado en términos de los jardines de las naciones. Vamos a dar un giro diferente en ellos, y llegar a una historia de conexión lógica entre la horticultura nativa a la horticultura exótica". Las plantas sobrantes serán donadas a otros jardines botánicos y de exhibición, dijo Taylor. "No estamos destruyendo nada."
En abril de 2008, la oposición a la clausura y el desmantelamiento de los Jardines de exhibición comenzó a aflorar. Cartas abiertas aparecieron en la prensa local. Fue creado una página en la Red, www.SaveDukeGardens.org  Archivado el 20 de agosto de 2008 en Wayback Machine., permitiendo correos electrónicos de protesta a los fiduciarios. Un grupo de usuarios para mostrar las imágenes de los jardines, "Salvar Duke Gardens" se formó en el servicio de fotografía de la Red flickr.com . La campaña en curso en la Red ha recibido cobertura local y metropolitanos, y dio lugar a cientos de cartas y las once organizaciones caritativas DDCF  detrás de la decisión: Joan E. Spero, (Presidente), Nannerl O. Keohane (Secretario), John J. Mack (Vicesecretario), Harry Demopoulos, Anthony Fauci, James F. Gill, Anne Hawley, Peter A. Nadosy, William H. Schlesinger, John H.T. Wilson y John E. Zuccotti.

## Otros jardines en los terrenos de la Duke Farms
La fundación "The Duke Gardens Foundation, Inc," fundada en 1959, ahora es parte de "Duke Gardens Foundation", debe "mantener un establecimiento de horticultura y botánica con el fin de la experimentación científica y la educación pública y el disfrute". Con el cierre de "Duke Gardens", la "Duke Farms Foundation" ha creado nuevos jardines de exhibición en interiores y al aire libre como parte de Duke Farms. Jardines interiores se presentan en el Lord & Burnham conservatory (c.1900), actualmente conocido como "Orchid Range" . "Duke Farms" abrió al público el 19 de mayo de 2012.